# Alfred von Briesen
Alfred Arthur Konstantin von Briesen (* 29. Juli 1849 in Berlin; † 12. November 1914 bei Włocławek) war ein preußischer General der Infanterie im Ersten Weltkrieg.

## Leben

### Herkunft
Er entstammte dem Adelsgeschlecht Briesen und war der Sohn des späteren preußischen Generalleutnants Louis Arthur von Briesen (1819–1896) und dessen Ehefrau Cäcilie Hulda, geborene von Wedel (1823–1863).

### Militärkarriere
Nach seiner Erziehung im elterlichen Hause und dem Besuch des Kadettenkorps trat Briesen am 13. Juni 1866 als Portepeefähnrich in das 7. Pommersche Infanterie-Regiment Nr. 54 der Preußischen Armee ein. Er kam noch kurzzeitig im Krieg gegen Österreich zum Einsatz und wurde nach dem Friedensschluss am 6. September 1866 zum Sekondeleutnant befördert. Ab 1. Februar 1870 fungierte er als Adjutant des I. Bataillons und nahm in dieser Stellung während des Krieges gegen Frankreich 1870/71 an den Kämpfen bei Gravelotte, sowie den Belagerungen von Metz und Paris teil. Für das Gefecht bei Vaux wurde Briesen das Eiserne Kreuz II. Klasse verliehen.
Ab 1. Oktober 1872 absolvierte Briesen für drei Jahre die Kriegsakademie und wurde zwischenzeitlich am 12. November 1874 Premierleutnant. Im weiteren Verlauf seiner Militärkarriere stieg er zum Oberst auf und war vom 22. Mai 1899 bis 21. März 1903 Kommandeur des Füsilier-Regiments „Königin Viktoria von Schweden“ (Pommersches) Nr. 34 in Stettin. Anschließend folgte seine Ernennung zum Kommandeur der 71. Infanterie-Brigade in Danzig und kurz darauf die Beförderung zum Generalmajor. Am 2. Oktober 1906 beauftragte man Briesen zunächst mit der Führung der 35. Division in Graudenz und ernannte ihn am 16. Oktober 1906 unter Beförderung zum Generalleutnant zum Kommandeur dieses Großverbandes. In dieser Eigenschaft wurde er mit dem Stern zum Roten Adlerorden II. Klasse mit Eichenlaub sowie dem Großkomtur des Franz-Joseph-Ordens ausgezeichnet. Am 5. März 1910 wurde Briesen in Genehmigung seines Abschiedsgesuches mit der gesetzlichen Pension zur Disposition gestellt. Nach seiner Verabschiedung erhielt er am 22. März 1910 in Würdigung seiner langjährigen Verdienste den Kronenorden I. Klasse. sowie am 10. September 1910 den Charakter als General der Infanterie.
Mit Ausbruch des Ersten Weltkrieges wurde Briesen wiederverwendet und zum Kommandeur der 49. Reserve-Division ernannt. Während der Schlacht um Łódź fiel er am 12. November 1914 in der Nähe von Włocławek in Russisch-Polen.

### Familie
Er heiratete am 11. April 1882 Olga von Kleist (1847–1938). Sie war die Witwe von Otto Adalbert von Schwerdtner-Pomeiske (1844–1880). Sein Sohn Kurt (1886–1941) war ebenfalls General der Infanterie und fiel an der Ostfront während des Zweiten Weltkriegs.

## Schriften
- Das Garnison-Kriegsspiel auf kriegsgeschichtlicher Grundlage. Voss Verlag, 1913.